# Vajda Gyula (sinológus)
Vajda Gyula (Bölön, 1934. július 15. – Bukarest, 2021. április 3.) erdélyi magyar mezőgazdász, sinológus, lapszerkesztő.

## Életútja
Középiskoláit Kolozsváron az Unitárius Főgimnáziumban kezdte, s annak utódiskolájában, az 1. sz. Magyar Líceumban érettségizett 1954-ben. A kolozsvári Mezőgazdasági Főiskolán kezdte egyetemi tanulmányait, 1955 őszén azonban Kínába küldték ösztöndíjasként. Egyéves pekingi kínai nyelvtanfolyam után Hangcsou város Agrártudományi Egyetemére került, ahol rizstermesztésre szakosodott. Amikor azonban 1957-ben tanárait és kollégáit „átnevelésre” egy népi kommunába küldték, szolidaritásból velük tartott. Nyolc hónap múlva tért vissza Hangcsouba, beiratkozott a Humán Tudományi Egyetem Bölcsészeti Karára, kínai nyelv és történelem szakra. Párhuzamosan az újraindult Agrártudományi Egyetemen a rizstermesztés szakon is tanult. Két diplomával tért haza 1960-ban. Rizstermesztő mérnökként bărăgani állami gazdaságokban, majd Tekén a szőlő- és gyümölcstermesztésben (1961–66) dolgozott. Közben állandó külső munkatársa volt a bukaresti Idegen Nyelvű Kiadványok szerkesztősége Romania című kínai nyelvű képes havilapjának, amelynek 1966-tól – Bukarestbe költözve – szerkesztője, a fordító-szerkesztő csoport vezetője, 1970-től felelős szerkesztője. Ebből a beosztásból ment nyugdíjba 1995-ben. Két ízben szerződéses munkatársa volt Pekingben a China című, román nyelven kiadott képes havilapnak (1983–85, 1991–92).

## Írói munkássága
Egyetemista korában az Utunkban jelentek meg versei (1954). Kínai nyelvű cikkeit, riportjait, interjúit, könyvismertetőit, tanulmányait, fordításait a Romania havilapban közölte. A kínai kultúra, történelem, közélet, nemzetiségi politika tárgyköréből írt tanulmányai, dolgozatai hazai magyar (Korunk, A Hét, Utunk, Előre) és román (Luceafărul, Veac Nou, Cutezătorii) sajtókiadványokban, valamint a China cínű havilapban jelentek meg. Az ujgurok és jugurok földjén tett látogatásáról készített feljegyzéseit, tibeti úti beszámolóit magyarországi és németországi egyesületi kiadványok tették közzé. Egy pekingi buddhista kolostorban őrzött, Tajvanban kiadott enciklopédiában Kőrösi Csoma Sándorról írt terjedelmes tanulmányra bukkant.
Kínai nyelvre fordította Andrei Oţetea Scurta istorie a poporului român (Bukarest, 1985) és Lucian Blaga Trilogia valorii (Bukarest, 1986) c. munkáit.

## Kötete
- A she nemzetség története (kínaiul, 1979).